# Convertidor Peirce-Smith

Convertidores Peirce-Smith de la INSPIRATION CONSOLIDATED COPPER COMPANY. Arizona, Estados Unidos (1972)

El convertidor Peirce-Smith se utiliza para procesos industriales de afinado de matas de cobre y de níquel. Fue inventado en 1910 por los estadounidenses William H. Peirce y Elias Anton Cappelen Smith en la Fundición de Baltimore Copper Company, en Utah, Estados Unidos.
Se trata de un convertidor Manhès-David cuyo revestimiento refractario interno es de carácter básico en lugar de ácido. Aunque no cambia fundamentalmente el principio del proceso Manhès-David, representó una mejora significativa, al resolver definitivamente el problema del desgaste del material refractario.
En 2010, con 250 unidades operativas en todo el mundo, los convertidores Peirce-Smith procesaban el 90% de la refinación de matas cuprosas. El 60% del níquel que se produce en el mundo también se refina mediante este tipo de convertidor.

## Historia

### Antecedentes técnicos
A principios de siglo XX, el convertidor Manhès-David estaba revestido con un refractario silíceo y, por lo tanto, ácido. Un convertidor con una capacidad de 7 tm utilizaba 16 tm de refractario ácido que duraba de 6 a 9 ciclos de soplado. Este refractario era consumido por las escorias, para las que hacía el papel de fundente. Sidney Thomas y Percy Gilchrist ya habían sugerido el uso de un refractario básico en los convertidores siderúrgicos para tratar los arrabios con un contenido elevado de fósforo. A su vez, los franceses Pierre Manhès y Paul David, también eran conscientes de este problema, inspirados por los ensayos de John M. Hollway realizados a principios del siglo XIX. Sin embargo, la idea no había sido probada, ya que los problemas fundamentales relacionados con el soplado tenían prioridad sobre la optimización del refractario.
La evolución del proceso siguió la evolución de la metalurgia del hierro: el convertidor Thomas, inventado en 1877, es un convertidor Bessemer equipado con un revestimiento refractario básico. Pero, mientras que en el convertidor Thomas, el refractario básico permite obtener reacciones químicas significativamente diferentes de las obtenidas en un convertidor Bessemer, en la metalurgia del cobre solo se trata de tener un refractario que no reaccione con la escoria.

### Ventajas e inconvenientes de los refractarios básicos
Un refractario básico no reacciona con la escoria, por lo que es necesario encontrar otro medio de aportar a la escoria la sílice procedente del refractario ácido, que es fundamental para el proceso. La inyección de polvo silíceo en el aire insuflado en el convertidor, una idea propuesta por Manhès ya en 1883 en su patente relativa al convertidor cilíndrico, fracasó debido a que siempre es necesario tener un exceso de sílice para evitar la transformación del óxido de hierro(II) (FeO) en óxido de hierro(II, III) (Fe
3O
4) y mucho menos fundirla.
Finalmente, además de su mayor coste, los refractarios básicos son más frágiles, y sobre todo se expanden y disipan más calor que los refractarios ácidos.

### Primeras pruebas de un refractario básico en un convertidor Manhès-David
En 1888, Claude Vautin probó un refractario básico en Cobar, en Australia, pero abandonó rápidamente sus ensayos. En 1890, se probó un revestimiento refractario básico en uno de los convertidores Manhès-David de la fundición Parrot Smelter, en Butte, bajo la dirección de Herman A. Keller. Las pruebas no permitieron hallar un recubrimiento efectivo y compatible con los requerimientos de la explotación industrial del proceso. También se realizaron otras breves pruebas en fábricas americanas sin mayor éxito.
En 1900, Ralph M. Baggaley de Pittsburgh inició pruebas similares. Analizó las dificultades experimentadas por John Hollway y, a diferencia de otros, dedujo que un recubrimiento básico era bastante posible, y entró en el capital de la Pittsburg and Montana Mining Company, propietaria de la fábrica Pittsmont Smelter. Allí, asistido por William A. Haywood, logró que un refractario básico durara del 7 de octubre de 1905 al 31 de enero de 1906, mientras que una capa ácida apenas duraba más de un día. Pero debió interrumpir su investigación cuando murió su hijo repentinamente el 12 de febrero de 1906, llegando incluso a rechazar una oferta de Guggenheim, que quería modernizar sus 16 fábricas. Entonces, los refractarios básicos se abandonaron temporalmente: el temperamento fuerte de Baggaley y las dudas sobre la rentabilidad del nuevo revestimiento, mucho más caro, llevaron al abandono de la técnica en 1908.
Sin embargo, el noruego Knudsen, también había logrado en 1903 utilizar un recubrimiento básico en Sulijtelma: realizó allí dos ciclos de soplado sucesivos, en un pequeño convertidor con recubrimiento básico, que continuó en un segundo convertidor convencional, con recubrimiento ácido.

### Desarrollo del refractario básico por Peirce y Smith

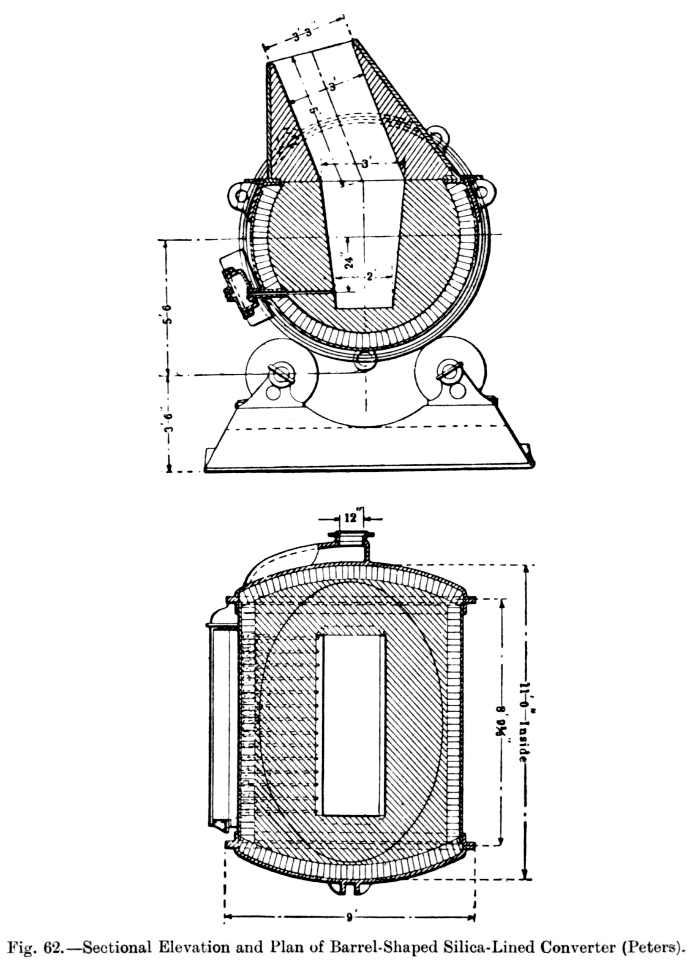
Convertidor Manhès-David: se maximiza la cantidad de refractario

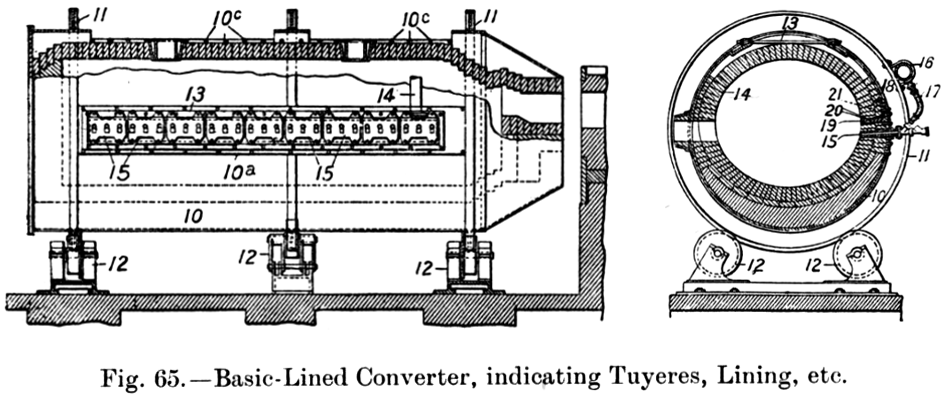
Convertidor Peirce-Smith: se disponen juntas de dilatación

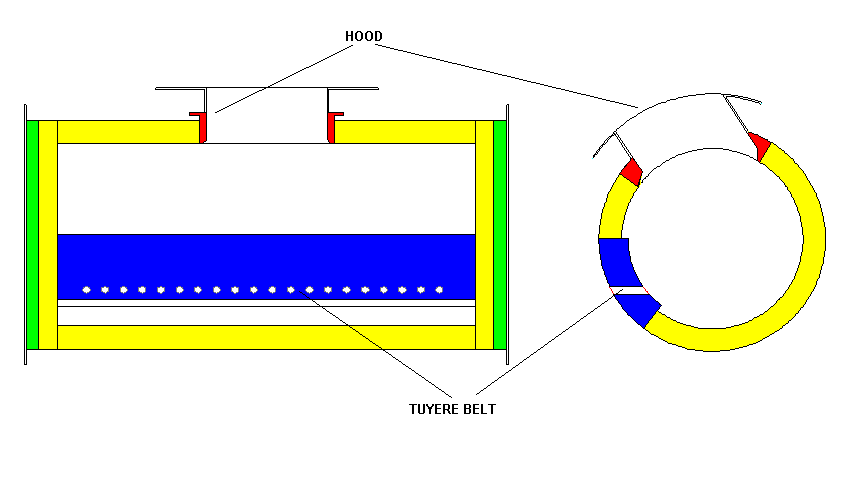
Principio del convertidor de Peirce y Smith

El año 1906 vio la puesta en servicio de la Línea de Ferrocarril Kennecott Utah Copper por Stephen Birch. Este ferrocarril minero en de vía única permitió acceder al cañón de Bingham en el condado de Garfield (Utah), y sirvió para romper el aislamiento del territorio. Por aquel entonces, los ingenieros William H. Peirce y Elias Anton Cappelen Smith estaban trabajando en un horno de afinado para hacer que el mineral de cobre del cañón fuese más rentable. También se inspiraron en los avances realizados en Chile por la Sociedad de Minas de Cobre de Catemu, que en 1903 cuadruplicó su producción gracias a los excelentes procesos de transformación pirolíticos que estaba perfeccionando.
En 1905, en la Fundición de la Compañía de Cobre de Baltimore, los ya mencionados ingenieros estadounidenses WH Peirce y AEC Smith, habían comenzado a desarrollar un recubrimiento básico a partir de ladrillos de magnesia que, desde 1897, Smith adaptó a otras aplicaciones. En 1909, comenzaron allí su primer convertidor con refractarios de mampostería básicos, que funcionó hasta febrero de 1910. En esta época también se inició la construcción de una unidad similar en el condado de Garfield, en Utah, después imitada en otras fundiciones. Duraciones del refractario básico de varios meses o incluso de algunos años se hicieron cada vez más frecuentes.
Las mejoras de Peirce y Smith afectaron a muchos puntos técnicos, incluida la adopción de:
- Un gran tamaño, con el fin de aumentar la inercia térmica del convertidor, lo que se hacía necesario porque los refractarios básicos evacuan más calor.[L 5]
- Refractarios más gruesos en lugares sensibles, para evitar el sobrecalentamiento de la carcasa metálica, preferibles a las cajas de agua utilizadas por Baggaley.
- Juntas de dilatación que permitían anticipar el comportamiento del refractario cuando se producía el soplado en el convertidor.
- Orificios de grifo laterales para evacuar la escoria sin interrumpir el soplado.
- Boquillas extraíbles.[5]

Además, su convertidor era mucho más económico. En 1921, pasó a ser considerado "el principal elemento de reducción de costos en la pirometalurgia de minerales de cobre". En algunos casos, se llegó a un descenso en el costo de conversión de 15−20 dólares a 4–5.
El refractario básico, que no reacciona con la escoria, dura mucho más. Ya en 1921, W. A. Mueller citaba una vida útil récord para un refractario básico de 3228 ciclos de soplado, es decir, 85 578 tm de mata refinada durante 2 años y medio. Esta mejora permitió evitar la construcción de instalaciones para fabricar ladrillos refractarios, reducir el mantenimiento de los convertidores (además del menor capital de instalación, el personal necesario se dividía por 2), y limitar los riesgos de ruptura por el mal control del desgaste del refractario. Así mismo, la capa refractaria podía entonces ser más delgada, lo que aumentaba la capacidad del convertidor, que al no depender en primera instancia del desgaste del refractario, permitía simplificar la gestión de los flujos de metal fundido en la planta.
En 1912, en Estados Unidos, el 80% del refinado de cobre se realizaba en convertidores revestidos con refractario básico, muchos de los cuales estaban diseñados para refractario ácido. A mediados de la década de 1920, el conversor básico Peirce-Smith suplantó definitivamente al de Manhès y David.

## Convertidores modernos Peirce-Smith
En 2010, una fundición moderna suele disponer de 2 a 5 convertidores, con una capacidad unitaria de 100 a 250 tm, cada uno de los cuales transforma entre 600 y 1000 tm de matas en entre 500 y 900 tm de blíster diarias. La vida útil de un convertidor Peirce-Smith moderno es de 50 000 a 90 000 tm (es decir, en 1984, de 100 a 200 días). Las tareas para renovar el refractario duran una semana. Los refractarios más eficientes son los ladrillos de magnesia tratados al cromo. En 1912, en los Estados Unidos, el 80% de la refinación del cobre se realizaba en convertidores revestidos con refractario básico, aunque muchos de ellos no habían sido diseñados inicialmente para este fin. En 2010, con 250 unidades operativas en todo el mundo, los convertidores Peirce-Smith proporcionan el 90 % del refinado de matas cuprosas.
|                                              | Ácido (inicio del siglo XX) | Básico (inicio del siglo XX) | Básico (inicio del siglo XXI)    |
| -------------------------------------------- | --------------------------- | ---------------------------- | -------------------------------- |
| Capacidad (tm de mata)                       | 7 (media)                   | 35 a 45                      | 220                              |
| Número de toberas                            | 14                          | 27                           | 60                               |
| Espesor del refractario (cm)                 | 55 a 70                     | 25                           | 50                               |
| Duración del refractario (toneladas de mata) | 42 a 63                     | 2000 a 3000                  | 60 000 a 90 000 (solo boquillas) |

## Uso en la pirometalurgia del níquel

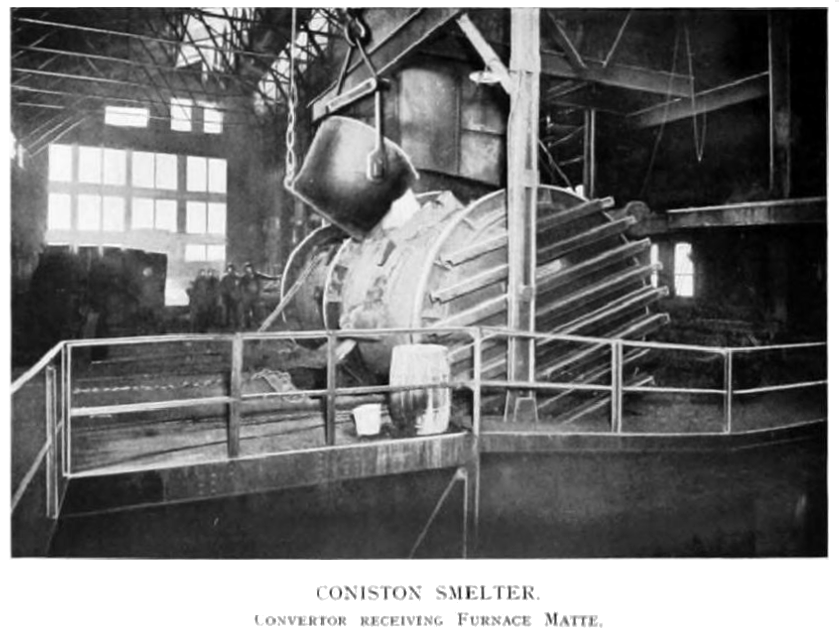
Convertidor Pierce-Smith de la Mond Nickel Company, en Gran Sudbury (1918)

El níquel se puede extraer de laterita o de piritas cuprosas. Estas últimas son la fuente de casi la mitad del níquel extraído. Los procesos de extracción se aproximan a los del cobre y permiten obtener una mata con un contenido de cobre superior al de níquel.
Las matas de cobre-níquel se refinan en un convertidor Peirce-Smith. El refinado comienza de la misma manera que una mata de cobre, pero cuando queda menos de 1-0.5% de hierro en la mata, el níquel comienza a oxidarse vigorosamente, tan rápido como el azufre. Además, al ser la oxidación del níquel poco exotérmica, no es posible terminar el soplado. Por lo tanto, se interrumpe en la etapa de blanco mate, que casi no contiene más hierro, pero sigue siendo rica en azufre. Para eliminarlo, es eficaz y relativamente sencillo someter el material resultante a tostación, emplear hidrometalurgia, el proceso Mond u otros sistemas.
Al comienzo del siglo XXI, la eficiencia del convertidor Peirce-Smith hizo que se adoptara universalmente para la refinación de mata de minerales de níquel sulfuroso, como la pentlandita. El proceso permite aumentar el contenido de la mata de 30 a 40% de níquel a una mata refinada que contiene del 40 al 70% de níquel y el 20% de azufre. La temperatura de trabajo, 1400 °C, es ligeramente superior a la del cobre.
El convertidor Peirce-Smith, por lo tanto, permitió disponer de una variante más eficiente del proceso Manhès-David. Al intervenir en el procesamiento de minerales de níquel sulfuroso, participa en el 60% de la extracción de níquel. Algunos procesos incluso consisten en agregar azufre al ferroníquel crudo de las lateritas pobres en hierro (saprolitos), para lograr un mata compatible con el proceso Manhès-David. Pero, en cuanto al cobre, el convertidor se ve penalizado por sus emisiones de humos contaminantes. Dado que el convertidor es solo uno de muchos pasos (la metalurgia extractiva del níquel es mucho más compleja que la del cobre), los procesos alternativos de refinación de níquel han tenido más éxito. Por ejemplo, una fusión flash suficientemente oxidante puede producir directamente una mata blanca. El refinado continuo también es menos contaminante que el convertidor.